# Украјинци у Пољској
Украјинци у Пољској имају различите правне статусе: етничке мањине, привремени и стални становници и избеглице. Према пољском попису становништва из 2011. године, украјинска мањина у Пољској је бројала приближно 51.000 људи (укључујући 11.451 без пољског држављанства). Око 38.000 испитаника је навело украјински као свој први идентитет (28.000 као једини идентитет), 13.000 као други идентитет, а 21.000 је изјавило украјински идентитет заједно са пољском националношћу. Међутим, ови бројеви су се променили од средине 2010-их, са великим приливом економских имиграната и студената  из Украјине у Пољску, а неки процењују да их је сада око 2 милиона људи. Њихов статус је регулисан у складу са законима Пољске и политикама Европске уније (ЕУ) о привременим радним дозволама, дозволама за привремени боравак и дозволама за стални боравак. Број Украјинаца у Пољској бележи драстичан пораст након руске инвазије на Украјину 24. фебруара 2022. године. До 16. августа 2022. године, више од 11,2 милиона украјинских избеглица напустило је територију Украјине, од чега је више од 5,4 милиона људи прешло у суседну Пољску.

## Културни живот
Током постојања Народне Републике Пољске, Украјинско друштвено и културно друштво било је једини легални орган Украјинаца у Пољској. Од 1990. године, главне украјинске организације у Пољској укључују Удружење Украјинаца у Пољској (пољ. Związek Ukraińców w Polsce) и неколико других удружења..
- Удружење Украјинаца Подљасје,
- Украјинско друштво из Лублина,
- Фондација Кијевске Русије Светог Владимира
- Удружење украјинских жена,
- Украјинско просветно друштво Пољске,
- Украјинско медицинско друштво,
- Украјински клуб стаљинистичких политичких затвореника,
- Удружење младих Украјине „ПЛАСТ" ,
- крајинско историјско друштво,
- Удружење независне украјинске омладине.

Најважнији часописи који се објављују на украјинском језику укључују: Наш глас (Nasze Słowo) недељник, и Над Бугом і Нарвою (Nad Buhom i Narwoju) који излази двомесечно.
Најважнији украјински фестивали и популарни културни догађаји укључују: Фестивал украјинске културе у Сопоту ("Festiwal Kultury Ukraińskiej" w Sopocie), Омладинску пијацу у Гдањску ("Młodzieżowy Jarmark" w Gdańsku), Фестивал украјинске културе Подљасје (Festiwal Kultury Ukraińskiej na Podlasiu "Podlaska Jesień" ), Bytowska Watra Spotkania Pogranicza у Гłебоцку, Дани украјинске културе у Шчећину и Гижицку (Dni Kultury Ukraińskiej), Дечји фестивал у Елблагу (Dziecięcy Festiwal Kultury w Elblągu), Na Iwana, na Kupała у Дубицзе Церкиевне, Фестивал украјинских дечијих група у Кошалину (Festiwal Ukraińskich Zespołów Dziecięcych w Koszalinie), Noc na Iwana Kupała у Крукланки, украјинска фолклорна пијаца у Кетрину (Jarmark Folklorystyczny "Z malowanej skrzyni"), Под заједничким небом у Олштину (Pod wspólnym niebem), и Дани украјинског позоришта (Dni teatru ukraińskiego) такође у Олштину.

## Историја и трендови

### Од Другог светског рата
Након што је Совјетски Савез угушио кампању Украјинске устаничке армије против совјетске окупације на крају Другог светског рата, око 140.000 Украјинаца који су живели унутар нових пољских граница је присилно пресељено. У почетку су били охрабривани да мигрирају у Украјинску Совјетску Социјалистичку Републику, али то није било популарно због недавног Голодомора. Након што су Организација украјинских националиста и пољски антикомунистички покрети отпора, попут Слободе и Независности, почели да се опиру репатријацији Украјинаца из Пољске у Совјетски Савез, Пољска Народна Република је одлучила да их пресели интерно. Пољска народна армија и Министарство јавне безбедности су их присилно преселили у северну и западну Пољску током операције Висла, насељавајући их на бившим враћеним територијама које су Пољској уступљене на Техеранској конференцији 1943. године.
Укупно 27.172 људи се изјаснило на попису становништва у Пољској из 2002. године изјаснило да припада украјинској етничкој групи. Већина њих је живела у Варминско-мазурском војводству (11.881), затим у Западнопоморском (3.703), Подкарпатском (2.984) и Поморском војводству (2.831).
| Дозволе / Година                                               | 2004.        | 2005.        | 2006.        | 2007.        | 2008.        | 2009.        | Укупно |
| Дозволе за стално насељавање                                   | 1.905        | 1.654        | 1.438        | 1.609        | 1.685        | 1.280        | 9.571  |
| Привремене дозволе за боравак                                  | 8.518        | 8.304        | 7.733        | 7.381        | 8.307        | 8.489        | 48.736 |
| Укупан износ                                                   | Укупан износ | Укупан износ | Укупан износ | Укупан износ | Укупан износ | Укупан износ | 58.303 |
| Извор: Чланство у ЕУ истиче миграционе изазове Пољске, Варшава |              |              |              |              |              |              |        |

Од 1989. године, након распада Совјетског Савеза, дошло је до новог таласа украјинске имиграције, углавном оних који траже посао, занатлија и продаваца. Примарно је реч  људима који бораве у већим градовима. Након приступања Пољске Европској унији 2004. године, како би испунила захтеве Шенгенске зоне (подручја слободног кретања унутар Европске уније ), влада је била приморана да отежава имиграцију у Пољску људима из Белорусије, Русије и Украјине. Ипак, Украјинци константно добијају највише дозвола за насељавање и највише дозвола за привремени боравак у Пољској (видети табелу). Као резултат Источног партнерства, Пољска и Украјина су постигле нови споразум којим се визе замењују поједностављеним дозволама за Украјинце који бораве на удаљености до 30 километара од државне границе. Потенцијално би до 1,5 милиона људи би имало користи од овог споразума који је ступио на снагу 1. јула 2009. Визе су коначно укинуте 2017. године за кратке боравке до 90 дана.
После 2014. године, више Украјинаца из источне Украјине, више мушкараца и више млађих Украјинаца борави и ради у Пољској.
Готово сви захтеви за привремени боравак су прихваћени. Као резултат тога, Украјинци су чинили 25% целокупне имигрантске популације Пољске у 2015. години.
У јануару 2016. године , амбасада Украјине у Варшави је обавестила да је број украјинских становника у Пољској пола милиона, а вероватно око милион укупно. Украјински амбасадор у Пољској, Андриј Дешчица, истакао је да украјински стручњаци уживају добар углед у Пољској и да упркос њиховом растућем броју, пољско-украјински односи остају веома добри.
Према подацима НБП-а, 1,2 милиона украјинских грађана је легално радило у Пољској 2016. године. У 2017. години им је издато 1,7 милиона краткорочних радних дозвола (осмоструко повећање у односу на 2013. годину). Они остају у Пољској у просеку 3-4 месеца.
Број сталних боравишних дозвола повећао се са 5.375 у 2010. години на 33.624 (14. септембар 2018. године), док се број привремених боравишних дозвола повећао са 7.415 на 132.099 у истом временском периоду.
Око 102.000 украјинских грађана добило је „Карту Пољака“, од којих је око 15.500 добило сталне дозволе боравка у периоду од 2014. до марта 2018. године.

### Инвазија Русије на Украјину
Након руске војне интервенције у Украјини 2014–2015. године, укључујући анексију Крима („Хелсиншка декларација“), ситуација се драматично променила. Пољска је почела да прима велики број избеглица из руско-украјинског рата као део програма ЕУ за избеглице. Политика стратешког партнерства између Кијева и Варшаве проширена је на војну и техничку сарадњу, али је непосреднији задатак, како је обавестио пољски државни секретар Кжиштоф Шчерски, била уставна реформа Украјине која би довела до широке децентрализације власти. Број захтева за статус избеглице порастао је 50 пута након почетка рата у Донбасу 2014. године. У то време већина подносилаца захтева није имала право да тражи заштиту у Пољској, јер је Украјина као суверена земља са демократском владом остала у потпуности одговорна својим грађанима. Док је сукоб остао замрзнут до 2022. године, визе за боравак у Пољској биле су доступне у другим имиграционим категоријама. Након руске инвазије на Украјину 2022. године, новопридошле избеглице могу да поднесу захтев за азил по стандардној процедури ЕУ или да добију хитну привремену заштиту.
Пољска је 2022. године примила скоро 1,5 милиона украјинских избеглица. Миграција је резултирала повећањем становништва Жешова, највећег града у југоисточној Пољској, за 50%. Становништво Варшаве се повећало за 15%, Кракова за 23%, а Гдањска за 34%. Избегла лица из Украјине имају законско право да бораве и раде на територији Европске уније. Такође имају право на исте бенефиције као и Пољаци, укључујући здравствено осигурање, бесплатно јавно образовање и дечји додатак. Пре рата, присуство Украјинаца на пољском тржишту рада било је значајно. Претпостављало се да запошљавање још неколико стотина хиљада људи не би требало да буде проблем (то је већ делимично потврђено чињеницом да је скоро 150.000 новопридошлих ратних избеглица ушло на тржиште рада у Пољској). Међутим, такав поглед може бити превише оптимистичан.
Недавни прилив чине углавном жене са децом, док су пре рата Украјинци у Пољској били претежно запослени у занимањима у којима су доминирали мушкарци. Стога, могу постојати разлике између расположивих талената и захтева тржишта рада. Ово ће захтевати веома висок ниво могућности за обуку, преквалификацију и доквалификацију. Биће потребне додатне мере како би се спречиле претње попут експлоатације на радном месту, злостављања и сексуалног узнемиравања, што је и очекивано с обзиром на обим феномена и ограничену преговарачку моћ ратних избеглица.
Краткорочно, због јединствености ситуације, тензије се могу лако избећи, али се очекује да ће се појавити на средњи и дужи рок. Посебно људи који користе јавне услуге могу искусити погоршање животног стандарда због присуства ратних избеглица које ће такође имати право на државну подршку. Слична ситуација може се догодити и на тржишту рада, са могућим негативним последицама, посебно на локалном нивоу. Ове ризике треба идентификовати, пратити и решавати путем добро прилагођених јавних политика, укључујући комуникационе кампање.
Мање од месец дана након инвазије, пољска влада је основала Фонд за помоћ, којим управља <i>Национална развојна банка</i>, а која финансира све акције и програме усмерене на помоћ и интеграцију украјинских избеглица.
У јануару 2025. године, пољски премијер Доналд Туск подржао је предлоге за смањење бенефиција за украјинске избеглице у Пољској.

#### Војни добровољци
У априлу 2024. године, пољска влада је понудила репатријацију украјинских мушкараца војног доба који живе у Пољској у Украјину ради регрутације у украјинску војску. Процењује се да у Пољској живи између 300 и 400.000 украјинских мушкараца.
Да би подстакле регрутовање украјинских држављана у иностранству, почетком јула 2024. године, пољска и украјинска влада су имале у плану да успоставе план за регрутовање украјинских држављана који се налазе у Пољској за нову добровољачку војну формацију под називом „ Украјинска легија (Пољска)“, за службу у руско-украјинском рату.
Средином јула 2024. године објављено је да су се хиљаде Украјинаца у Пољској већ регистровале да постану део нове формације. Разговори о обиму пројекта су још увек у току, иако је обука већ почела крајем јула исте године.